# Pomnik Męczenników Katynia w Budapeszcie

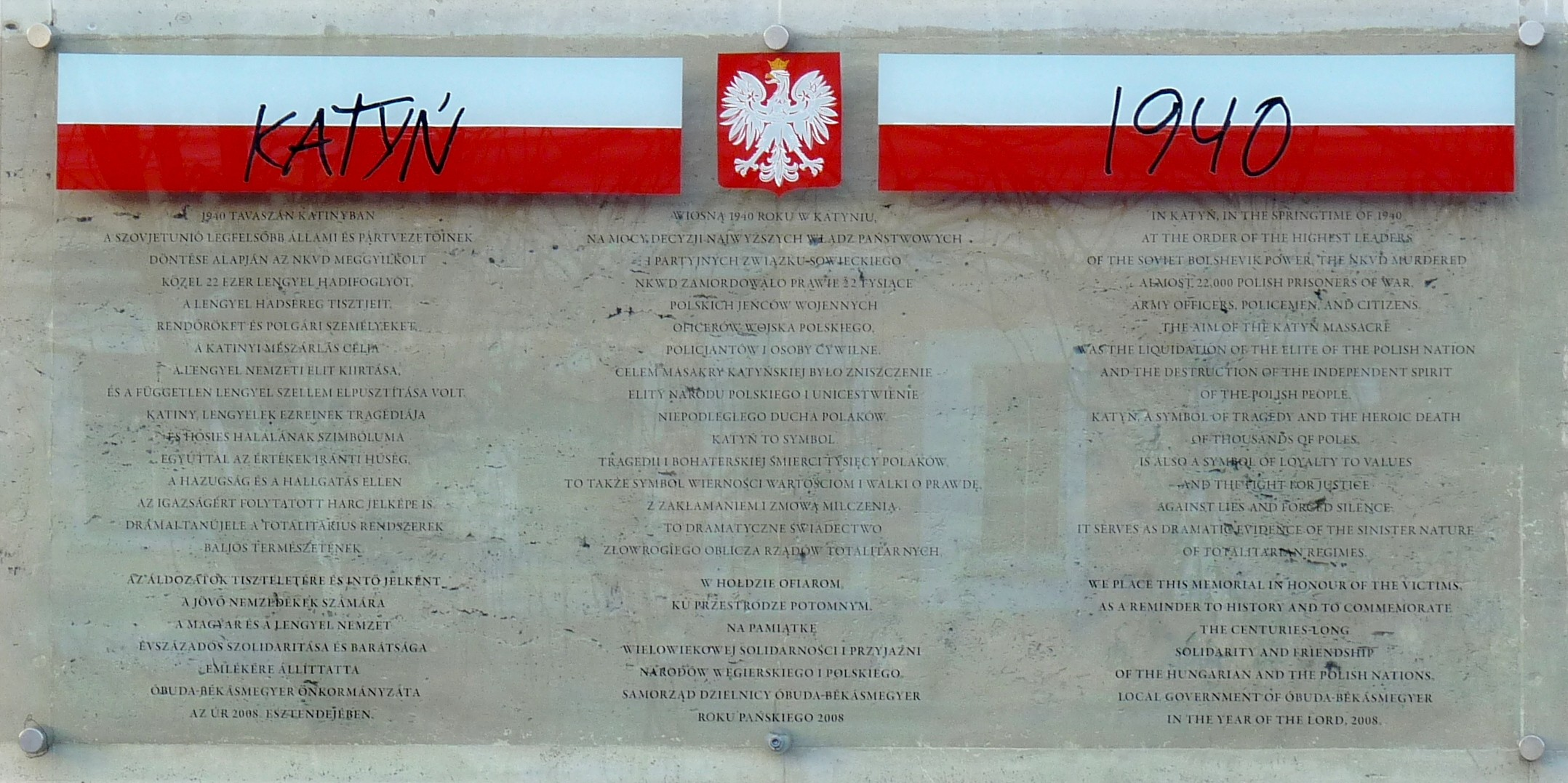
Pamiątkowa tablica na ścianie Gimnazjum Arpada

Pomnik Męczenników Katynia w Budapeszcie (węg. A katinyi mártírok emlékműve) – pomnik w Budapeszcie poświęcony ofiarom zbrodni katyńskiej położony w III Dzielnicy przy Skwerze Męczenników Katynia (Katinyi mártírok parkja) u zbiegu ulic: Nagyszombat, Szőlő i Bécsi.

## Historia
28 marca 2008 Rada Miasta Budapesztu jednogłośnie przyjęła uchwałę, w której jeden ze skwerów – znajdujący się w III Dzielnicy w okolicy ruin rzymskiego amfiteatru, nieopodal prestiżowego Gimnazjum Arpada – otrzymał nazwę Park Męczenników Katynia (Katinyi mártírok parkja). Wniosek zgłosił konserwatywny radny István Tarlós z partii Fidesz. Wówczas podjęto też starania o budowę pomnika.
Jednym z głównych orędowników i entuzjastów budowy pomnika był burmistrz Budapesztu Gábor Demszky. Demszky jako młody opozycjonista był w latach 80. XX w. autorem książki o zbrodni katyńskiej – pierwszej o takiej tematyce w języku węgierskim.
W wyniku rozpisanego przez władze Budapesztu oraz Ambasadę RP na Węgrzech konkursu, wpłynęły 64 prace: z Polski, Węgier, Niemiec i Norwegii. Zwycięski, realizowany projekt jest dziełem  dwóch węgierskich artystów: Gézy Szeri-Vargi oraz Zoltána Szeri-Vargi. 
Odsłonięcie pomnika Męczenników Katynia z udziałem prezydenta RP Lecha Kaczyńskiego planowano na kwiecień 2010 roku, dokładnie w 70. rocznicę zbrodni katyńskiej. Jednakże na skutek katastrofy polskiego samolotu prezydenckiego pod Smoleńskiem do tego nie doszło.  
Pomnik został uroczyście odsłonięty dopiero 8 kwietnia 2011 roku przez prezydentów Węgier i Polski: Pala Schmitta i Bronisława Komorowskiego. Obok posadzono dwa Dęby Pamięci upamiętniające węgierskie ofiary ludobójstwa w Katyniu: Aladara Emanuela Korompaya i Oskara Rudolfa Kühnela.

## Opis
Pomnik ma formę dużego, wykonanego z czarnego granitu sześcianu z wyciętymi żelaznymi elementami imitującymi drzewa. W środku bryły znajduje się instalacja świetlna. 
Całość bardzo nowoczesnego i tajemniczego w swej formie projektu autorzy opatrzyli tytułem Zbrodnia w lesie.